# Blauw parelzaad
Blauw parelzaad (Lithospermum purpurocaeruleum)
is een vaste plant die behoort tot de ruwbladigenfamilie (Boraginaceae). De plant komt van nature voor in Eurazië en in is Nederland een adventiefsoort. Blauw parelzaad wordt ook in de siertuin gebruikt.
De plant wordt 20-60 cm hoog en heeft kruipende stengels. De bladeren zijn lancetvormig met spitse top.
Blauw parelzaad bloeit in mei en juni met blauwe tot paarse, minimaal 10 mm grote bloemen.

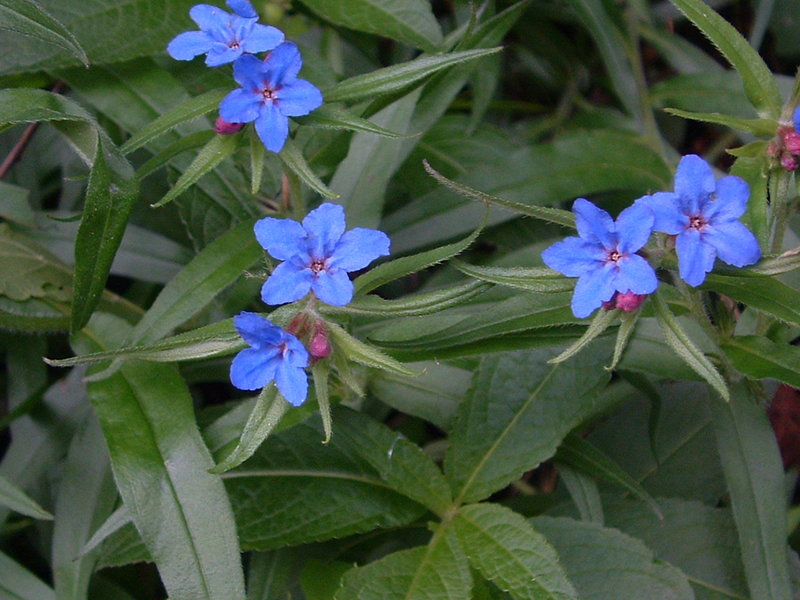
Bloemen

De vrucht is een vierdelige splitvrucht met zeer harde nootjes.

## Namen in andere talen
De namen in andere talen kunnen vaak eenvoudig worden opgezocht met de interwiki-links.
- Duits: Blauroter Steinsame, Purpurblauer Steinsame
- Engels: Purple Gromwell
- Frans: Grémil pourpre bleu

... · 
L.arvense (Ruw parelzaad) · 
L.officinale (Glad parelzaad) · 
L.purpurocaeruleum (Blauw parelzaad) · 
...